# Muriel Byck
Muriel Byck (née le 4 juin 1918 et morte le 23 mai 1944) fut, pendant la Seconde Guerre mondiale, un agent secret britannique du Special Operations Executive (SOE).

## Identités
- État civil : Muriel Tamara Byck
- Nom de guerre SOE : « Violette »
- Nom de code opérationnel SOE : BENEFACTRESS
  - Nom de code du Plan, pour la centrale radio : GOWN
- Surnom : Michèle (pour les Résistants).

Situation militaire :
- WAAF 1942, matricule 2071428 ACW ;
- SOE, Section Officer, matricule 9111.

Pour accéder à une photographie de Muriel Byck, se reporter au paragraphe Sources et liens externes en fin d'article.

## Famille
- Son père : Jacques Byck, Français juif ; né à Kiev, Ukraine, URSS ; il a adopté la nationalité britannique. Divorcé.
- Sa mère : Luba Besia, née Golinska ; née à Lvov, Russie, URSS ; Française juive ; elle a adopté la nationalité britannique ; divorcée, remariée en 1943 : Mrs G.E. Leslie, 2 Bayfort Mansions, Warren Road, Torquay, Devon.

## Biographie

### Jeunesse
1918. Muriel Byck naît le 4 juin à Ealing, Londres.
1923-1924. Elle vit à Wiesbaden, Allemagne.
1926-1930. Elle est scolarisée au lycée de jeunes filles de Saint-Germain-en-Laye, France.
1930-1935. Elle est au lycée français de Kensington, Londres, SW7, où elle obtient le baccalauréat, avant d’aller à l’université de Lille, France.
1936-1938. Elle est secrétaire à Londres.
1937-1939. Elle est assistante metteur en scène au Gate Theatre.

### Guerre
1939-1941. Elle est travailleuse volontaire à la Croix-Rouge, au WVS (Women’s Royal Voluntary Service) et à l’Air Raid Precautions (Défense passive anti-aérienne) à Torquay.
1941-1942. Elle travaille au National Registration à Torquay.
1942. En décembre, elle rejoint les WAAF, où elle a le grade de Section Officer.
1943.
- Juillet. Comme elle parle très bien français, elle est recrutée par le SOE.
- Septembre-décembre. Elle suit l’entraînement :
  - entraînement initial à Winterfold, Cranleigh, dans le Surrey.
  - entraînement paramilitaire à Meoble Lodge, Morar, Inverness-shire
  - entraînement radio à Thame Park, Oxfordshire

1944.
- Nuit du 8/9 avril. Elle est parachutée avec trois autres agents : Captain Stanislaw Makowski, Captain Sydney Hudson - son chef jusqu'à l'arrivée de Philippe de Vomécourt « Antoine » par avion - et Captain G. D. Jones. Elle travaille comme opérateur radio du réseau VENTRILOQUIST.
- 23 mai. Elle meurt de méningite à l'hôpital de Romorantin. Elle est enterrée au cimetière anglais de Pornic, France.

## Reconnaissance

### Distinctions
- Royaume-Uni : Mention in Despatches for her conduct.

### Monuments
- Mémorial de Knightsbridge
- En tant que l’un des 104 agents du SOE Section F morts pour la France, Muriel Byck est honorée au mémorial de Valençay, Indre, France,
- À Romorantin, un monument aux martyrs de la Résistance[1] est érigé, sur lequel figure le nom de Muriel Byck « Michèle »
- War memorial, Torquay
- Mémorial du lycée français « Charles de Gaulle » de Kensington.